# Позвоночный канал

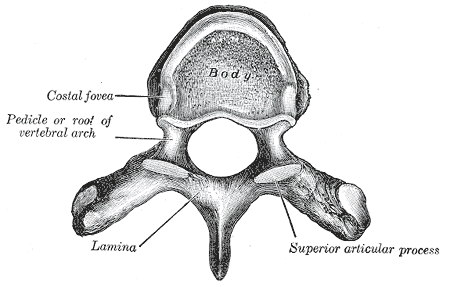
Позвонок

Позвоночный канал (лат. Canalis vertebralis) — полость в позвоночном столбе, образованная дугами позвонков. Содержит спинной мозг с его оболочками и сосудами, а также проксимальные отделы нервных корешков. На уровне межпозвонковых пространств канал ограничивается сзади жёлтой связкой, спереди — задней продольной связкой. Следует отличать от спинномозгового канала (центрального канала), который проходит внутри спинного мозга.